# Nông nghiệp Sierra Leone

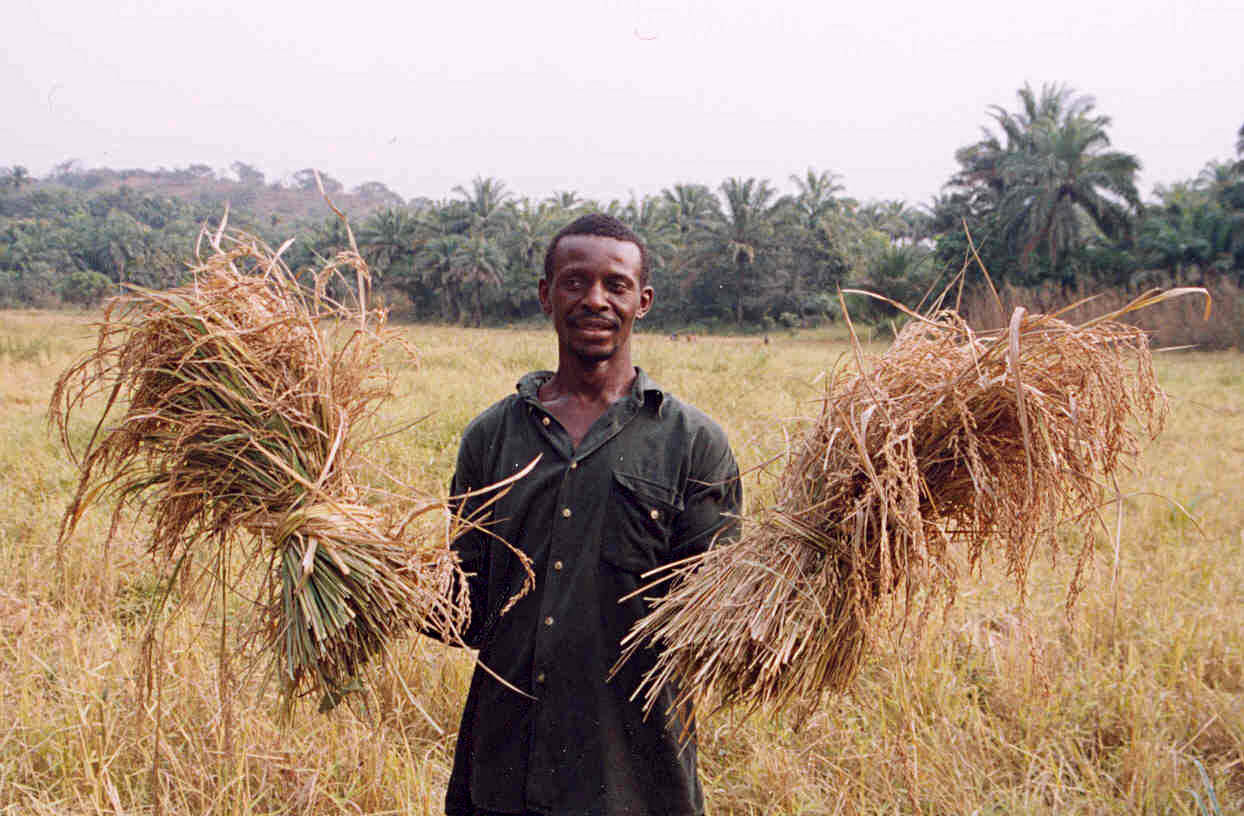
Một nông dân thu hoạch lúa ở Sierra Leone.

Nông nghiệp Sierra Leone là một phần quan trọng trong nền kinh tế của Sierra Leone, chiếm 58% tổng sản phẩm nội địa (GDP) quốc gia trong năm 2007. Hai phần ba dân số Sierra Leone tham gia vào nông nghiệp tự cung tự cấp.
Ngành nông nghiệp tăng trưởng khoảng 14% vào năm 2007, đứng đầu là trồng trọt, và 5% vào năm 2008. Mặc cho sự tăng trưởng trên, quốc gia này vẫn là nước nhập siêu về lương thực, ví dụ trong năm 2004, 19.000 tấn gạo đã được nhập khẩu.

## Giá trị kinh tế
Nông nghiệp chiếm hơn một nửa GDP của Sierra Leone, 58,5% năm 2007. Đây là khu vực kinh tế lớn nhất với 80% dân số làm việc trong khu vực và 2/3 dân số tham gia nông nghiệp tự cung tự cấp. Năm 2007, ngành này đã tăng trưởng 14%, dẫn đầu là trồng trọt và 5% trong năm 2008.
Sierra Leone không tự cung tự cấp thực phẩm. Thực phẩm là một trong những mặt hàng nhập khẩu lớn nhất của Sierra Leone. Xuất khẩu nông nghiệp năm 2006 chiếm 4% tổng lượng xuất khẩu trị giá hơn sáu triệu đô la Mỹ với hạt ca cao là mặt hàng xuất khẩu lớn nhất với hơn 5 triệu đô la Mỹ.

## Sản phẩm nông nghiệp

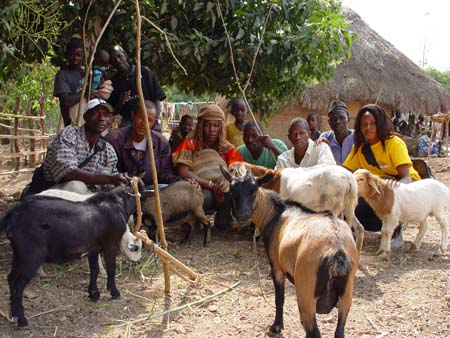
Dê Tây Phi dành cho các thôn trong khu vực Kabala của Sierra Leone để hỗ trợ cho hậu quả của cuộc nội chiến nhằm giúp tăng thu nhập.

### Lúa gạo
Lúa gạo là cây lương thực quan trọng nhất ở Sierra Leone với 85% nông dân trồng lúa trong mùa mưa và mức tiêu thụ hàng năm là 76 kg/người. Năm 2004 sử dụng 2.100 km2 (810 dặm vuông Anh) để sản xuất lúa gạo với năng suất hàng năm là 265.000 tấn. Chúng được trồng ở ba khu môi trường khác nhau: Lúa đầm lầy, l]úa nương và lúa nước. Với khoảng 200 km2 (77 dặm vuông Anh) đất trồng lúa nước sâu Sierra Leone là vùng chính của lúa nước sâu nhiệt đới.

### Sắn
Thức ăn chủ yếu thứ hai trên toàn quốc là sắn với năng suất 350.000 tấn/năm trong năm 2006. Các khu vực sản xuất chính là ở phía tây nam, vùng trung tâm và xa về phía bắc. Những vấn đề chính của trồng sắn bao gồm bệnh và côn trùng. Các bệnh chủ yếu là bệnh do vi rút khảm và khuẩn bạc lá sắn ảnh hưởng lớn nhất đến kinh tế, đốm lá màu nâu, bệnh than sắn và nấm sợi trắng.

### Các loại lương thực chính khác
Các cây lương thực hàng năm khác bao gồm lúa cao lương, ngô, kê, khoai lang và lạc.

### Cây công nghiệp
Cây trồng chính là chi cọ dầu, quả của chúng có thể được chế biến thành dầu cọ và nhựa cây chế thành rượu dừa. Các cây lâu năm chính khác là cam quýt, mía, ca cao, cà phê và dừa.

### Chăn nuôi
| Chăn nuôi | 1984    | 2002      | 2005      |
| --------- | ------- | --------- | --------- |
| Gia súc   | 333,181 | 100,000   | 200,000   |
| Cừu       | 264,000 | 200,000   | 375,000   |
| Dê        | 145,000 | 250,000   | 450,000   |
| Lợn       |         | 20,000    | 35,000    |
| Gà        |         | 4,000,000 | 5,200,000 |
| Vịt nhà   |         | 300,000   | 500,000   |
| Thỏ nhà   |         | 5,000     | 7,000     |

Chăn nuôi ở Sierra Leone chủ yếu là gia súc, cừu, dê, lợn và gia cầm. Cuộc nội chiến đã làm suy giảm nghiêm trọng mức độ gia súc trong nước, mặc dù số lượng đã hồi phục kể từ khi chiến tranh kết thúc vào năm 2002. Hầu hết gia súc mắc bệnh N'Dama và các bệnh có vấn đề bao gồm bệnh viêm phổi pleuro.
Gia súc được tìm thấy ở miền Bắc và nông nghiệp bị chi phối bởi nhóm người Fula, những người sở hữu phần lớn gia súc trong nước và thường quản lý gia súc thuộc các nhóm khác. Chăn nuôi gia cầm chủ yếu là gà, gà Phi và ngan bướu mũi.
Cừu được tìm thấy trên khắp cả nước và thuộc giống Djallonke lùn. Dê là giống lùn Tây Phi. Chúng được tìm thấy trên khắp đất nước, nhưng 60 phần trăm sống ở các tỉnh phía Bắc. Các giống cừu và dê đều cứng cáp, có khả năng sống sót trong môi trường khắt khe và có khả năng đề kháng với bệnh trypanosomiasis. Dê Tây Phi có thể sống sót khi chăn thả cả năm, ngay cả trong mùa khô, mà không cần thêm thức ăn. Bệnh có ảnh hưởng đến cừu và dê bao gồm thối chân, ký sinh trùng bên trong và heartwater.

## Quản lý
Phát triển nông nghiệp là ưu tiên của Chính phủ Sierra Leone và thuộc thẩm quyền của Bộ Nông nghiệp, Lâm nghiệp và An ninh lương thực. Vào ngày 22 tháng 9 năm 2009, Sierra Leone đã ký kết chương trình Phát triển Nông nghiệp Toàn diện của Châu Phi (CAADP), đồng ý tăng phần trăm ngân sách dành cho nông nghiệp lên 10%. Năm 2007, phần trăm ngân sách dành cho nông nghiệp là 1,7% nhưng năm 2010 đã tăng lên 9,9%.